# Informix-4GL
Informix-4GL (I-4GL) – język programowania czwartej generacji opracowany przez Informix około roku 1986, wciąż szeroko stosowany przy budowaniu aplikacji biznesowych opartych na silniku baz danych Informix (SE, OnLine, IDS). Obejmuje on wbudowany język zapytań, język generowania raportów, język projektowania formatek ekranowych i ograniczony zestaw niezbędnych konstrukcji (jak funkcje, pętle itp.)
Informix-4GL obecnie jest własnością IBM. Popularność języka doprowadziła do powstania niezależnych implementacji i klonów języka określanych łącznie jako rodzina x4GL, które oferują dostęp również do innych baz danych, używając składni języka I-4GL.